# برندیکس
برندیکس (انگلیسی: Brandix) شرکت پوشاک سری‌لانکایی است، که در سال ۱۹۶۹ تأسیس شد.